# カザルベルトラーメ
カザルベルトラーメ（伊: Casalbeltrame）は、イタリア共和国ピエモンテ州ノヴァーラ県にある、人口約1,000人の基礎自治体（コムーネ）。
ピエモンテ語ではCasalbeltram。

## 地理

### 位置・広がり
| 隣接するコムーネは以下の通り。 - ビアンドラーテ - カザリーノ - カザルヴォローネ - サン・ナッツァーロ・セージア |

## 文化・観光
「スローシティ」加盟都市である。